# قلعه محمدعلی (هرسین)
قلعه‌محمدعلی (هرسین)، روستایی از توابع بخش بیستون شهرستان هرسین در استان کرمانشاه کشور ایران است.

## جمعیت
این روستا در دهستان شیرز قرار دارد و براساس سرشماری مرکز آمار ایران در سال ۱۳۸۵، جمعیت آن ۱۵۹ نفر (۴۰خانوار) بوده‌است.